# Callicebus aureipalatii
Callicebus aureipalatii är en springapa, tillhörande ordningen brednäsor, vilken upptäcktes i Madidi nationalpark i västra Bolivia 2004.

## Beskrivning
Callicebus aureipalatii har orange-brun päls, en karakteristisk gyllende krona, vit svansspets och mörkröda händer och fötter. Som andra springapor är den monogam. Hanen bär vanligtvis ungarna tills de kan överleva på egen hand. Främre delen av svansen är svart och det nakna ansiktet har likaså en svart färg. En hona var 32 cm lång (huvud och bål), hade en 48 cm lång svans och vägde 900 g. För en hanne dokumenterades en kroppslängd av 29 cm, en svanslängd av 52 cm och en vikt av 1000 g.

## Distribution
Arten upptäcktes i de låg-liggande delarna i nordvästra Bolivia, i skogen vid foten av Anderna. Studier pekar mot att den lever vid den västra strandbanken till floden Beni. Den österliga och nordliga utsträckningen är okänd. Preliminära studier pekar mot att arten inte är endemisk för Bolivia, och att dess habitat kan sträcka sig till södra Peru (åtminstone till floden Tambopata).

## Ekologi
Flocken har upp till åtta medlemmar. Den består vanligen av ett monogamt par och deras ungar. Ibland ingår ytterligare en vuxen hona. De sover på natten gömd bakom klätterväxter eller i trädens kronor. Individerna äter främst frukter samt några blommor. Enligt en studie sker parningen i maj och juni.

## Upptäckt
Den brittiska biologen Robert Wallace från Wildlife Conservation Society och den bolivianska biologen Humberto Gómez såg först apan 2000 när de studerade Madidi nationalparks djur. Det blev den första arten som blivit upptäckt i Bolivia de senaste 60 åren när den gavs status som en ny art 2004 efter flera års studier. Expeditionen, som bestod av Annika M. Felton, Adam Felton, och Ernesto Cáceres, var den första som filmade arten som tidigare var okänd för vetenskapen. Istället för att själva ge den ett vetenskapligt namn så auktionerade Wallace och hans team ut namnrättigheterna för att samla in pengar till FUNDESNAP (Fundación para el Desarrollo del Sistema Nacional de Áreas Protegidas), en ideell förening som tar hand om Madidi nationalpark. Internetkasinot GoldenPalace.com, en av ett dussintal budgivare, betalade 650 000 USD för att få apan namngiven efter dem. Därför är artepitet "aureipalatii" som är latin för "av Golden Palace".